# Tag der Nachbarschaft

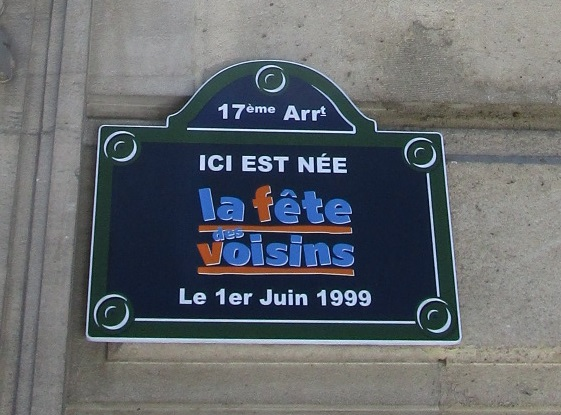
Tag der Nachbarschaft, Plakette in Paris, 7 rue Vernier, wo "la fête des voisins" 1999 geboren wurde.

Der Tag der Nachbarschaft, auch Tag der Nachbarn, ist ein Initiativtag, der 1999 erstmals in Paris durchgeführt wurde. Die European Federation of Local Solidarity (E.F.L.S.) hob ihn 2004 auf europäische Ebene. Er wird immer am letzten Freitag im Mai veranstaltet und soll die Gemeinschaft in Europa durch den Austausch über nachbarschaftliche und gemeinschaftliche Unternehmungen fördern. Insgesamt nehmen an Veranstaltungen zu diesem Aktionstag 30 Millionen Menschen in 36 Ländern teil. In Deutschland wurde er 2018 erstmals begangen und wird vom Bundesministerium für Familie, Senioren, Frauen und Jugend gefördert. In der Bundesrepublik fanden zum Tag der Nachbarschaft 2018 ca. 1000 Veranstaltungen statt, 2019 waren es bereits 3000.
In Österreich wird er in Wien 2007 erstmals und seit 2013 auch in Niederösterreich begangen.
2020 konnten wegen der COVID-19-Pandemie Ende Mai keine Veranstaltungen stattfinden. Verschiedene Institutionen haben das Anliegen des Tages deshalb auf andere Weise gewürdigt. Die Saarlandwelle berichtete am 24. April, also einen Monat vor dem geplanten Tag, über nachbarschaftliche Hilfsaktionen während der COVID-19-Pandemie. In der Schweiz wurde der Tag der Nachbarn auf den 28. August 2020 verschoben.